# L'ultima estate - Ricordi di un'amicizia
L'ultima estate - Ricordi di un'amicizia è un film del 2002 diretto da Pete Jones.

## Trama
Chicago, 1976. Pete O'Malley, un bambino di 8 anni figlio di genitori molto religiosi, decide di passare l'estate cercando di convertire al cattolicesimo Danny, figlio del rabbino della sinagoga locale.